# عبد الله الحجري
القاضي عبد الله الحجري (1911-10 أبريل 1977) ، كان رئيس وزراء الجمهورية العربية اليمنية منذ 30 ديسمبر 1972 حتى 10 أبريل 1977 1974. تم تعيينه من قبل الرئيس عبد الرحمن الأرياني.
كان الحجري معروفا بمواقفه الأكثر تصلبا تجاه المفاوضات مع الجنوب وتعرقلت في بداية عهده جهود تطبيق اتفاق الوحدة الموقع عام 1972 كما عاد التصعيد السياسي والعسكري بين شطري اليمن خاصة بعد اعترافه في زيارة إلى الرياض بسيادة السعودية على أقاليم عسير وجيزان ونجران إلى أن تم احتواء الموقف في لقاء الربيع والأرياني في الجزائر خريف 1973.

## اغتياله
اغتيل في لندن يوم 10 أبريل 1977، جنبا إلى جنب مع زوجته فاطمة والوزير لمفوض لسفارة شمال اليمن. وقتل الثلاثة في سيارتهم خارج فندق رويال لانكاستر بالقرب من حديقة هايد بارك. ولم يتم تحديد القاتل.
| سبقه محسن العيني | رئيس وزراء الجمهورية العربية اليمنية 1972–1974 | تبعه حسن محمد مكي |